# Ślaz zygmarek
Ślaz zygmarek (Malva alcea L.) – gatunek z rodziny ślazowatych. Pochodzi z południowo-zachodniej, środkowej i wschodniej Europy (od północy Hiszpanii po południową Szwecję i na wschód do Rosji i Turcji) oraz południowo-zachodniej Azji. Gatunek podobny i często mylony ze ślazem piżmowym.

## Morfologia

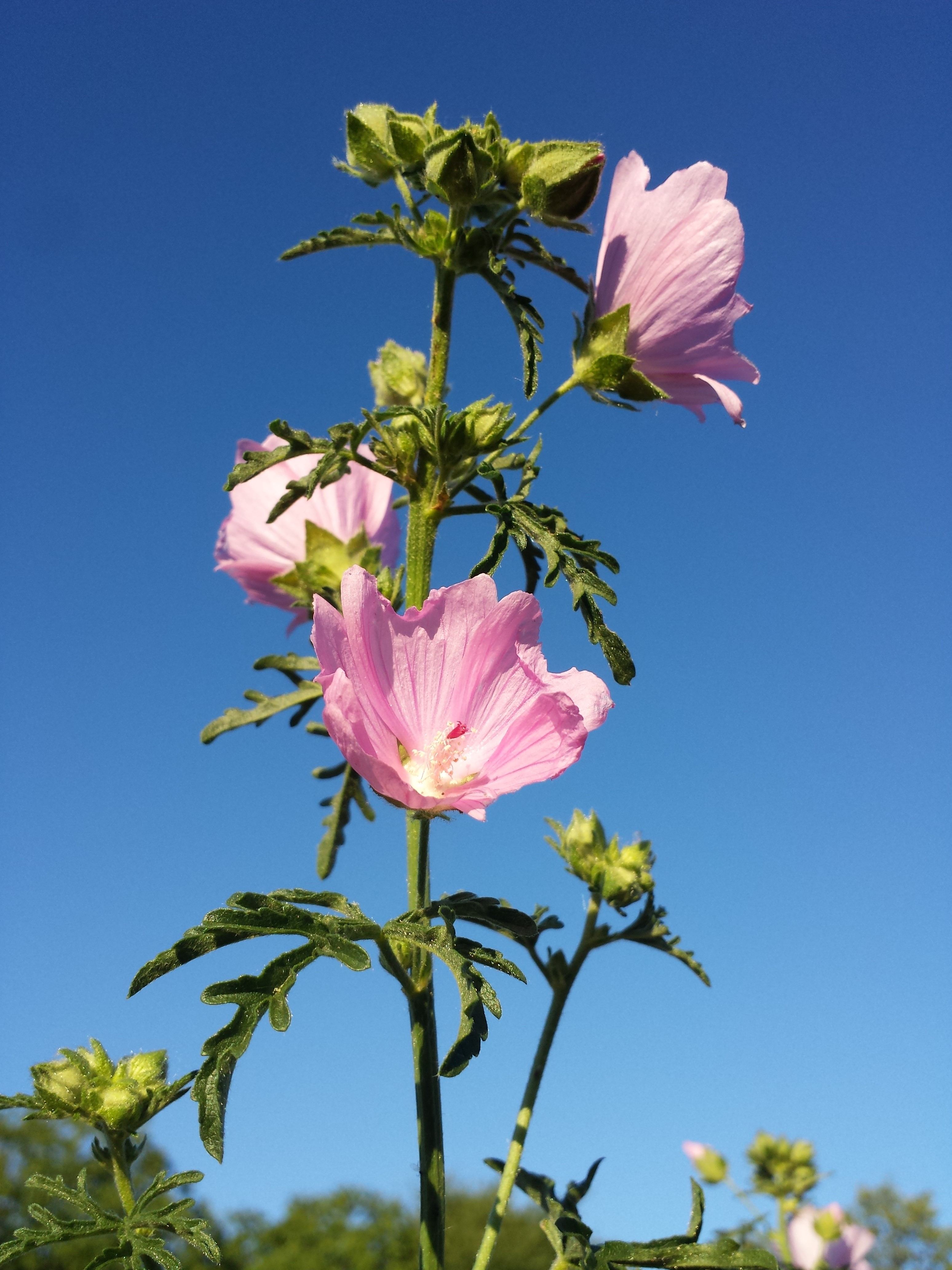
Kwiatostan

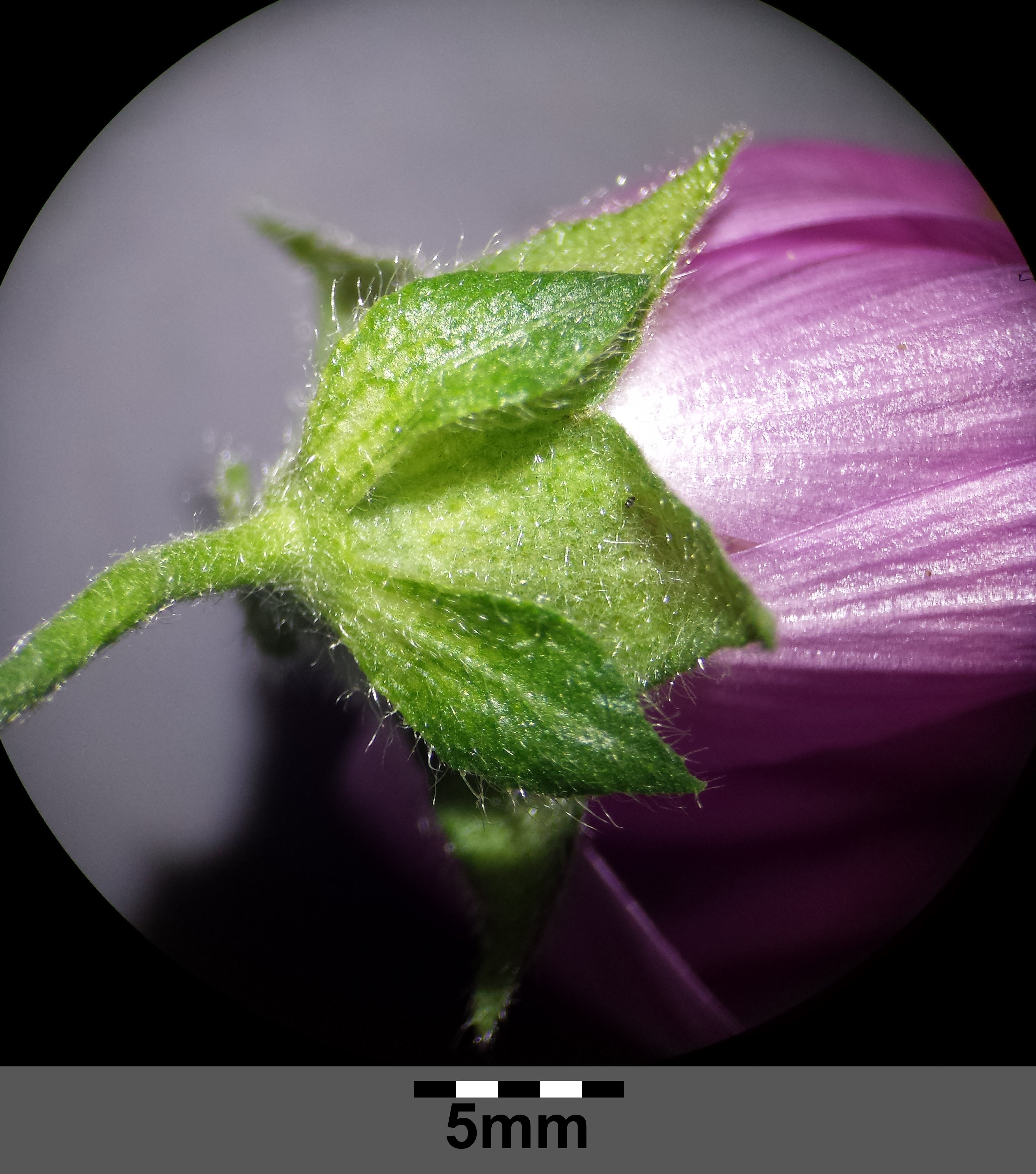
Listki kieliszka jajowate, kielich gęsto owłosiony

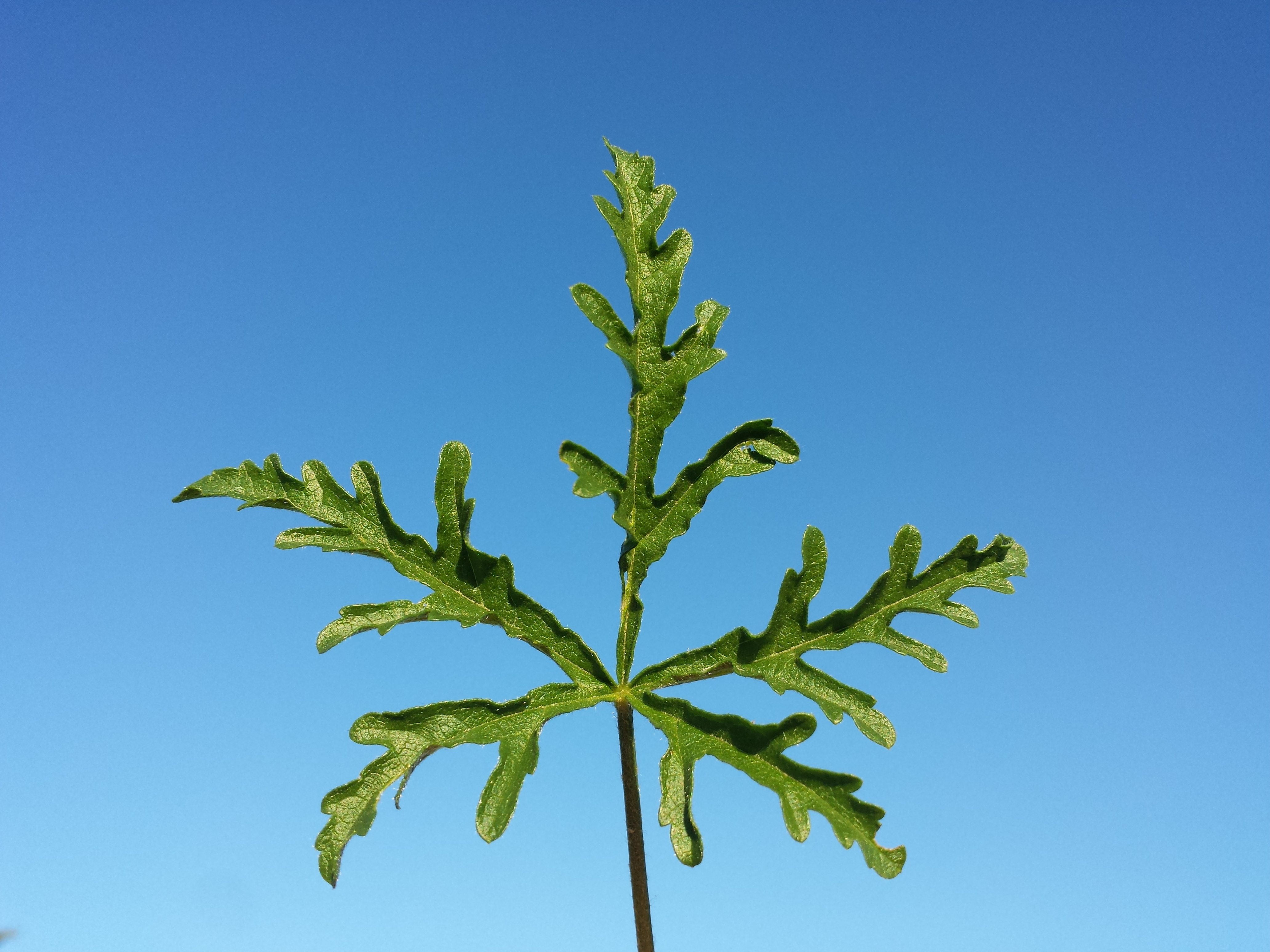
Liść

PokrójWieloletnia roślina zielna, wysokości 50–125 cm, z łodygami pokrytymi gwiazdkowatymi włoskami, rozgałęziającymi się na kilka ramion.
Liście2–8 cm długości i 2–8 cm szerokości, dłoniasto klapowane, z pięcioma do siedmioma tępymi klapami; liście u nasady łodygi są bardzo płytko klapowane, a wyższe - bardzo głęboko, z odcinkami palczastymi.
KwiatyRozwijają się pojedynczo w kątach liści w górnej części pędu latem do wczesnej jesieni. Osiągają 3,5–6 cm średnicy, z pięcioma działkami kielicha i pięcioma jasnoróżowymi płatkami. Kwiaty są bezzapachowe.
OwoceRozłupnie w kształcie tarczy, średnicy 4–8 mm, rozpadającej się na kilka nagich lub owłosionych rozłupek zawierających pojedyncze nasiono.

## Biologia i ekologia
Najczęściej występuje na suchych glebach w zaroślach, wzdłuż ścieżek i na wysypiskach śmieci. Tworzy mieszańce z blisko spokrewnionym ślazem piżmowym Malva moschata. W Europie Środkowej rośnie na wysokości do 2000 m. 
Liczba chromosomów 2n = 84. 

## Uprawa
Gatunek jest rozpowszechniony poza rodzimym zasięgiem jako roślina ozdobna. Istnieje kilka odmian, takich jak 'Fastigata' (pędy prosto wzniesione) i 'Alba' (kwiaty białe). Na niektórych obszarach, takich jak północno-wschodnie Stany Zjednoczone, roślina uciekła z uprawy i została naturalizowana. 